# Horse Guards Parade

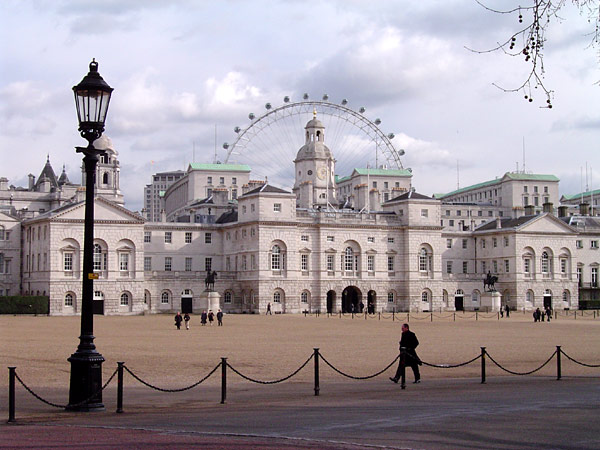
La plaza en 2004 con el London Eye en el fondo.

El Horse Guards Parade es un gran campo de desfile cerca de Whitehall, en el centro de Londres. Aquí se lleva a cabo la ceremonia anual de Trooping the Colour, la celebración del cumpleaños oficial del soberano y el Beating Retreat. Anteriormente formaba parte de un patio del Palacio de Whitehall que se utiliza para albergar desfiles durante el reinado de Enrique VIII. Aquí también se llevaron a cabo las celebraciones anuales para el cumpleaños de Isabel I de Inglaterra.
El área ha sido utilizada para diversos desfiles, ceremonias y revistas de tropas desde el siglo XVII, aunque se ha utilizado preferentemente como sede de la Armada Británica. El duque de Wellington, durante su estancia a la cabeza de las fuerzas británicas, se hospedó en Horse Guards. 
Durante gran parte del siglo XX, la plaza se utilizó para la tarea de estacionamiento de los altos funcionarios públicos, pero esta costumbre fue abolida en la década de los noventa a causa del ataque con morteros del Ejército Republicano Irlandés Provisional llevado a cabo contra el 10 de Downing Street el 7 de febrero de 1991. Los disparos fueron realizados desde un vehículo aparcado en la avenida Horse Guards al lado de Horse Guards Parade. Actualmente no se permite estacionar en toda la zona.